# Docodesmus haitiensis
Docodesmus haitiensis är en mångfotingart som beskrevs av Chamberlin 1918. Docodesmus haitiensis ingår i släktet Docodesmus och familjen fingerdubbelfotingar. Inga underarter finns listade i Catalogue of Life.